# Øls Sogn
Øls Sogn er et sogn i Hobro-Mariager Provsti (Århus Stift).
I 1800-tallet var Hørby Sogn og Døstrup Sogn annekser til Øls Sogn. Alle 3 sogne hørte til Hindsted Herred i Ålborg Amt. Øls-Hørby-Døstrup sognekommune blev ved kommunalreformen i 1970 indlemmet i Hobro Kommune, der ved strukturreformen i 2007 indgik i Mariagerfjord Kommune.
I Øls Sogn ligger Øls Kirke.
I sognet findes følgende autoriserede stednavne:
- Hald Tostrup (bebyggelse, ejerlav)
- Øls (bebyggelse, ejerlav)